# Олютоваям
Олютоваям (Алутоваям; в верховье: Тохлаэльваям, Токпаэльваям, Оляваям) — река на северо-востоке полуострова Камчатка.
Длина реки — 35 км. Протекает по территории Олюторского района Камчатского края.
Берёт исток из снежника на склонах хребта Малиновского. Впадает в залив Корфа (гавань Скобелева). Крупный приток — Ивульваям.
Название в переводе с корякского Алютоваям — «река алюторцев».

## Данные водного реестра
По данным государственного водного реестра России относится к Анадыро-Колымскому бассейновому округу. Код объекта в государственном водном реестре — 19060000212120000006356.